# 2-ге Туркменево
2-ге Туркме́нево (рос. 2-е Туркменево, башк. 2-се Төрөкмән) — присілок у складі Баймацького району Башкортостану, Росія. Входить до складу Мукасовської сільської ради.
Населення — 156 осіб (2010; 146 в 2002).
Національний склад:
- башкири — 100%